# Nazza
Nazza é um município da Alemanha, situado no distrito de Wartburg, no estado da Turíngia. Tem 12,71 km² de área, e sua população em 2019 foi estimada em 535 habitantes.